# 鱼梁

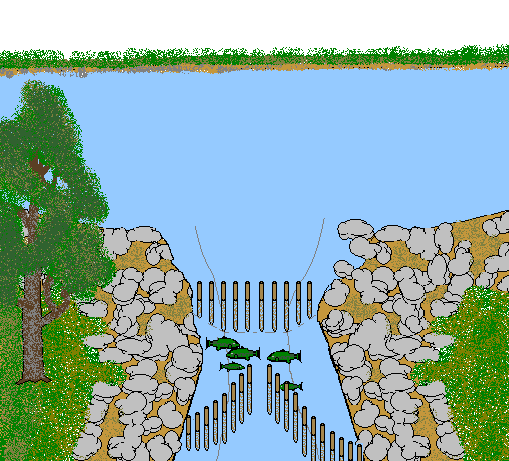
鱼梁示意图。

鱼梁（英語：Fishing weir），又名渔梁，是一种传统的捕鱼方法。它的材料主要是木材、竹子，竹子编织成梁，木材制成栅栏、篱笆。

## 概述
鱼梁分为石沪鱼梁、直坝鱼梁、曲坝鱼梁等。

### 石沪鱼梁
石沪一般是海边使用，是用石头堆砌堤岸，从浅水到深水，深水尽头做成弯钩形，涨潮时，鱼类觅食海藻进入石沪，退潮后，石沪高于海平面，鱼类就被困住了，渔民就可以去乘船捕捞了。在澳大利亚、夏威夷、密克罗尼西亚、芬兰、日本、台湾、泰国、琉球群岛等地方都有石沪。

### 直坝鱼梁
直坝鱼梁就是把鱼梁顺水直流方向摆放，鱼类随着水流往下游，被水带入鱼梁。这种直坝鱼梁必须注意，入口处要比尾部高，否则鱼类进入之后容易逃出来。

## 文化典故
《诗经·邶风·谷风》：“毋逝我梁”。
唐朝诗人孟浩然《夜归鹿门歌》：“山寺钟鸣昼已昏，渔梁渡头争渡喧”。:第91页
南宋诗人陆游《初冬从文老饮村酒有作》：“山路猎归收兔网，水滨农隙架鱼梁”；《嵇山行》：“处处起鱼梁”；《追凉小酌》：“绿树暗鱼梁”；《湖堤暮归》：“我归蟹舍过鱼梁”；《蹭蹬》：“鱼梁东畔牛栏北”
南宋诗人范成大《次黄必先主薄同年赠别韵》：“蟹簖鱼梁从此去”。
徐铉《赋得秋江晚照》：“罾网鱼梁静”。
韩上桂《得也字戏为解嘲六言二十八韵示汝载》：“水落鱼梁网打”。
薛瑄《泊舟贻溪宿阳楼山下》：“鱼梁截奔流”。
沈从文《从文自传·女难》：“水发时，这鱼梁堪称一种奇观，因为是斜斜的横在河中心，照水流趋势，即有大量鱼群，蹦跳到竹架上，有人用长钩钩取入小船，毫不费事！”